# Thecocarcelia tianpingensis
Thecocarcelia tianpingensis är en tvåvingeart som beskrevs av Sun och Chao 1992. Thecocarcelia tianpingensis ingår i släktet Thecocarcelia och familjen parasitflugor.
Artens utbredningsområde är Hunan (Kina). Inga underarter finns listade i Catalogue of Life.